# Доминирование по риску
Доминирование по риску и доминирование по выигрышу — две взаимосвязанных концепции решения в теории некооперативных игр, являющихся рафинирование равновесия Нэша. Введены Дж. Харшаньи и Р. Зелтеном.
Равновесие Нэша считается доминирующим по выигрышу, если оно является Парето-улучшением всех остальных равновесий в игре. При выборе равновесия все игроки должны соглашаться на использование доминирующего по выигрышу равновесия, так как оно дает каждому из них максимальный возможный выигрыш при отсутствии кооперации.
Равновесие Нэша считается доминирующим по риску, если оно имеет наибольший бассейн притяжения, то есть при наличии неопределенности относительно действий других участников, каждый из игроков будет выбирать входящую в это равновесие стратегию с большей вероятностью.
|    | Y1   | Y2   |
| -- | ---- | ---- |
| X1 | 5, 5 | 0, 4 |
| X2 | 4, 0 | 2, 2 |

В таблице приведена простая игра двух лиц, иллюстрирующая данные понятия. Она имеет два равновесия Нэша в чистых стратегиях: (X1, Y1) и (X2, Y2).
Равновесие (X1, Y1) — доминирующее по выигрышу, так как в нём оба игрока получают большие выигрыши, нежели в равновесии (X2, Y2). В то же время, (X2, Y2) доминирует по риску (X1, Y1), так как при неопределенности относительно действий другого участника использование стратегий X2 и Y2 дает каждому из игроков больший ожидаемый выигрыш.